# Димитър Иванов (Горно Върбени)
 Тази статия е за революционера от Горно Върбени.  За дееца на ВМОРО в Охридско вижте Димитър Иванов (Охрид).  За други значения вижте Димитър Иванов.
Димитър Иванов е български революционер, деец на Вътрешна македоно-одринска революционна организация.

## Биография
Димитър Иванов е роден в 1866 година в леринското село Горно Върбени (Екши Су), тогава в Османската империя, днес в Гърция. В 1889 година завършва с първия випуск педагогическите курсове на Солунската българска мъжка гимназия.
Става учител в Крушево, Охрид и на други места. В Крушево като главен учител е ръководител на Крушевския революционен комитет и значително активизира революционизирането на околията с помощник Петър Ацев. В 1902 година като главен български учител в Крушево, при аферата с Неделното училище, е затворен в Битоля и изтезаван. След освобождаването си става нелегален. Четник е при Михаил Даев.
Изселва се в България и работи като учител в Габрово.
Димитър Иванов е активен деец на Илинденската организация и от 26 септември 1924 година до юли 1931 година е неин председател.